# Send Away The Tigers
Send Away The Tigers es el octavo álbum de estudio del grupo musical galés Manic Street Preachers que salió a la venta el 7 de mayo de 2007 bajo el sello discográfico de Columbia Records. Alcanzó el número 2 en las listas musicales del Reino Unido, a apenas 700 copias del número uno que fue de los Arctic Monkeys.
El origen del nombre del álbum se remonta a una frase utilizada por el comediante británico Tony Hancock para referirse a una lucha "contra los demonios internos emborrachándose". Send Away The Tigers supuso un antes y un después en el estilo de la banda, ya que supuso el regreso a ritmos más sólidos, más duros, con más guitarras y más roquero, llegando a ser definido como hard rock y glam rock.

## Lista de canciones
Todas las canciones del disco están escritas por Nicky Wire, bajista del grupo; con música de James Dean Bradfield (vocalista y guitarrista) y Sean Moore (baterista).
| N.º | Título                                                                | Duración |  |
| 1.  | «Send Away the Tigers»                                                | 3:36     |  |
| 2.  | «Underdogs»                                                           | 2:49     |  |
| 3.  | «Your Love Alone Is Not Enough (Con la colaboración de Nina Persson)» | 3:55     |  |
| 4.  | «Indian Summer»                                                       | 3:54     |  |
| 5.  | «The Second Great Depression»                                         | 4:09     |  |
| 6.  | «Rendition»                                                           | 2:59     |  |
| 7.  | «Autumnsong»                                                          | 3:40     |  |
| 8.  | «I'm Just a Patsy»                                                    | 3:11     |  |
| 9.  | «Imperial Bodybags»                                                   | 3:30     |  |
| 10. | «Winterlovers»                                                        | 6:10     |  |

- Datos: Q1556576